# Antolič
Antolič je priimek v Sloveniji, ki ga je po podatkih Statističnega urada Republike Slovenije na dan 1. januarja 2010 uporabljalo  240 oseb in je med vsemi priimki po pogostosti uporabe uvrščen na 1.723. mesto. 

## Znani slovenski nosilci priimka
- Boris Antolič, diplomat
- Ivo Antolič (1919-2001), stomatolog, prof. MF

## Znani tuji nosilci priimka
- Vlado Antolić (1903—1981), hrvaški arhitekt in urbanist